# Arvo Hannikainen

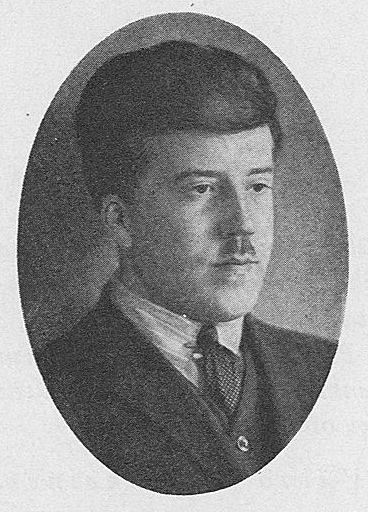
Arvo Hannikainen.

Arvo Hannikainen, född 11 oktober 1897, död 8 januari 1942, var en finländsk violinist. Han var son till Pekka Juhani Hannikainen och bror till Ilmari och Tauno Hannikainen. 
Hannikainen var från 1923 solist och 1:e konsertmästare vid Helsingfors stadsorkester. Tillsammans med sina bröder deltog han i flera framgångsrika konsertturnéer såväl i Finland som utomlands.